# Боскето-Каза деј Конти (Вербано-Кузио-Осола)
Боскето-Каза деј Конти је насеље у Италији у округу Вербано-Кузио-Осола, региону Пијемонт.
Према процени из 2011. у насељу је живело 155 становника. Насеље се налази на надморској висини од 473 м.